# Герра, Виктория
Виктория Герра (порт. Victoria Guerra, род. 16 апреля 1989 года) — португальская актриса и фотомодель, лауреат премии «София» национальной киноакадемии в категории «Лучшая актриса» (2016).

## Биография

### Ранние годы
Родилась в Лоле в семье португальца Жоао Мануэла Родригеша Герры и англичанки Деборы Патрисии Ларк. В возрасте 15 лет переехала в Лиссабон и поступила в католическую гимназию. Затем изучала журналистику. В 17 лет успешно прошла кинопробы для популярного подросткового ситкома «Клубника с сахаром» (порт. Morangos com Açúcar) канала TVI и обратилась к актёрской карьере.

### Актёрская карьера
В 2006—2007 годах сыграла в 300 эпизодах теленовеллы «Клубника с сахаром». Также активно снималась в других теленовеллах TVI — «Очарования» (порт. Fascínios, 2007—2008), «Морской цветок» (порт. Flor do Mar, 2008—2009) и «Море страсти» (порт. Mar de Paixão, 2010—2011).
4 сентября 2012 года в рамках основного конкурса 69-го Венецианского кинофестиваля состоялась мировая премьера исторической драмы чилийского кинорежиссёра Валерии Сармьенто «Линии Веллингтона», в которой Герра снялась совместно с такими исполнителями, как Джон Малкович, Катрин Денёв, Изабель Юппер и Мишель Пикколи.
На прошедшей 19 мая 2013 года 18-й церемонии вручения португальской премии «Золотой глобус» Герра была удостоена награды в категории «Открытие года» (порт. Revelação do Ano) — таким образом были отмечены работы актрисы в фильме «Линии Веллингтона» и его трёхсерийной телевизионной версии, а также теленовелле канала SIC «Время танцевать» (англ. Dancin' Days, 2012—2013, 342 эпизода).
Параллельно с работой на телевидении актриса продолжала сотрудничать с деятелями авторского кинематографа: так, Герра снялась в фильме польского режиссёра Анджея Жулавского «Космос», премьера которого прошла 10 августа 2015 года в рамках международной конкурсной программы кинофестиваля в Локарно.
Крупным успехом для актрисы стала картина португальского режиссёра Антониу-Педру Вашконселуша «Невозможная любовь» (2015). За роль в этом фильме Герра в 2016 году была удостоена премии «София» национальной киноакадемии и португальской премии «Золотой глобус».
В 2017 году актрисе была присуждена награда Shooting Stars Award, ежегодно вручаемая фондом European Film Promotion десяти перспективным европейским актёрам и актрисам в возрасте от 16 до 35 лет. В предыдущие годы Shooting Star Award присуждалась таким деятелям кинематографа, как Рэйчел Вайс, Дэниел Крейг, Альба Рорвахер и Алисия Викандер. Награда European Film Promotion была вручена португальской актрисе 13 февраля 2017 года на 67-м Берлинском международном кинофестивале.
Наряду со съёмками в кино и на телевидении Герра также выступает на театральной сцене.

### Модельная карьера
В 2012 году актриса появилась на обложке ноябрьского номера португальской версии мужского журнала GQ.
В 2015 году производитель обуви Portuguese Shoes выбрал Герру лицом рекламной кампании «Самая сексуальная индустрия в Европе» (англ. The Sexiest industry in Europe), рассчитанную на 2016 год.

### Личная жизнь
У актрисы есть три младших брата.

## Фильмография

### Телевидение
| Годы      | Название           | Роль                     | Канал    |
| --------- | ------------------ | ------------------------ | -------- |
| 2006—2007 | Клубника с сахаром | Руте Балейзан            | TVI      |
| 2007—2008 | Очарования         | Эмилинья Амарал          | TVI      |
| 2008—2009 | Морской цветок     | Оливия Нету              | TVI      |
| 2010—2011 | Море страсти       | Эльза Тавареш            | TVI      |
| 2012      | Другая сторона лжи | Рита                     | RTP1     |
| 2012      | Видеонаблюдение    | Вероника                 | RTP1     |
| 2012—2013 | Время танцевать    | Вера Диаш                | SIC      |
| 2013      | Одиссея            | Насташа Кински (sic)     | RTP1     |
| 2013—2014 | Зимнее солнце      | Матилде Бивар            | SIC      |
| 2016—2017 | Великая любовь     | Диана Альмейда           | SIC      |
| 2017      | Страна брата       | Сусана                   | RTP1     |
| 2018—2019 | Душа и сердце      | Марта Соза Мелу          | SIC      |
| 2018—2022 | 3 женщины          | Сну Абекассиш            | RTP1     |
| 2020—2021 | Сухая вода         | Тереза Дуарте            | RTP1 TVG |
| 2020      | Генерал            | Беатриш Алвеш Канариу    | OPTO SIC |
| 2021      | Глория             | Миа                      | Netflix  |
| 2022      | Санту              | Барбара Азеведу ди Меллу | Netflix  |
| 2023      | Горные истории     | Лиа                      | RTP1     |
| 2023—2024 | Главная роль       | Вера Нашсименту          | SIC      |
| 2025      | Женщины, к оружию  | Изабелла                 | TVI      |
| 2024—2025 | Обещание           | Лаура Роша               | SIC      |

### Кино
| Год  | Название                               | Роль                      |
| ---- | -------------------------------------- | ------------------------- |
| 2011 | Катарина и другие (к/м)                | Катарина                  |
| 2011 | Yakun (к/м)                            |                           |
| 2012 | Линии Веллингтона                      | Кларисса                  |
| 2013 | Опасная игра                           | Водитель                  |
| 2014 | Вариации Казановы                      | Софи                      |
| 2015 | Космос                                 | Лена                      |
| 2015 | Невозможная любовь                     | Кристина                  |
| 2016 | Безалкогольные напитки и песни о любви | Сусана / Розовый динозавр |
| 2016 | Художник тела                          | Мари                      |
| 2017 | Свадьба Уайлд                          | Саффрон                   |
| 2018 | Явление                                | София                     |
| 2018 | Чёрная книга                           | Мария-Антуанетта          |
| 2019 | Вариации                               | Роса Мария                |
| 2019 | Поместье                               | Катарина Лопу Тейшейра    |
| 2020 | Год смерти Рикардо Рейса               | Марсенда                  |
| 2021 | Путешествие Педру                      | Амелия Лейхтенбергская    |
| 2022 | Демоны моего дедушки (м)               | Роза                      |
| 2022 | Открытое тело                          | Доринда                   |
| 2023 | Я никто                                | Офелия Кейрош             |
| 2023 | Blackpot (к/м)                         | Уайетт Эрп                |
| 2024 | Худший человек в Лондоне               | Элизабет Сиддал           |
| 2024 | Телепатические письма                  | Голос ведущей             |
| 2024 | Мечтая о львах                         | Лоринда                   |

## Награды и номинации
| Год  | Награда                                           | Номинация                                         | Фильм(ы)                                                    | Результат                                         |
| ---- | ------------------------------------------------- | ------------------------------------------------- | ----------------------------------------------------------- | ------------------------------------------------- |
| 2013 | «Золотой глобус» (Португалия)                     | Открытие года                                     | «Линии Веллингтона» (кино- и телеверсии), «Время танцевать» | Победа                                            |
| 2016 | «София»                                           | Лучшая актриса                                    | «Невозможная любовь»                                        | Победа                                            |
| 2016 | «Золотой глобус» (Португалия)                     | Лучшая киноактриса                                | «Невозможная любовь»                                        | Победа                                            |
| 2016 | «Орёл» (Португалия)                               | Лучшая киноактриса                                | «Невозможная любовь»                                        | Номинация                                         |
| 2017 | Shooting Star Award фонда European Film Promotion | Shooting Star Award фонда European Film Promotion | Shooting Star Award фонда European Film Promotion           | Shooting Star Award фонда European Film Promotion |
| 2019 | «Золотой глобус» (Португалия)                     | Лучшая киноактриса                                | «Явление»                                                   | Номинация                                         |